# Villedoux
Villedoux est une commune du Sud-Ouest de la France située dans le département de la Charente-Maritime (région Nouvelle-Aquitaine).
Ses habitants sont appelés les Villedousais et les Villedousaises.

## Géographie
Villedoux est une commune de marais appartenant à la partie occidentale du Marais poitevin située dans le nord-ouest de la Charente-Maritime, plus précisément entre Marans, son chef-lieu de canton, et La Rochelle, préfecture du département.
Sur un plan plus général, Villedoux est située dans le Sud-Ouest de la France, au centre de la côte atlantique dont elle est distante de quelques kilomètres « à vol d'oiseau », faisant partie du Midi atlantique.

### Communes limitrophes
|          | Charron      | Andilly            |
| Esnandes | Villedoux    |                    |
| Marsilly | Saint-Xandre | Saint-Ouen-d'Aunis |

## Urbanisme

### Typologie
Au 1er janvier 2024, Villedoux est catégorisée bourg rural, selon la nouvelle grille communale de densité à 7 niveaux définie par l'Insee en 2022.
Elle appartient à l'unité urbaine de Villedoux, une unité urbaine monocommunale constituant une ville isolée,. Par ailleurs la commune fait partie de l'aire d'attraction de La Rochelle, dont elle est une commune de la couronne,. Cette aire, qui regroupe 72 communes, est catégorisée dans les aires de 200 000 à moins de 700 000 habitants,.

### Occupation des sols
L'occupation des sols de la commune, telle qu'elle ressort de la base de données européenne d’occupation biophysique des sols Corine Land Cover (CLC), est marquée par l'importance des territoires agricoles (95,1 % en 2018), en diminution par rapport à 1990 (98 %). La répartition détaillée en 2018 est la suivante : 
terres arables (74,7 %), prairies (20,4 %), zones urbanisées (4,9 %). L'évolution de l’occupation des sols de la commune et de ses infrastructures peut être observée sur les différentes représentations cartographiques du territoire : la carte de Cassini (XVIIIe siècle), la carte d'état-major (1820-1866) et les cartes ou photos aériennes de l'IGN pour la période actuelle (1950 à aujourd'hui).

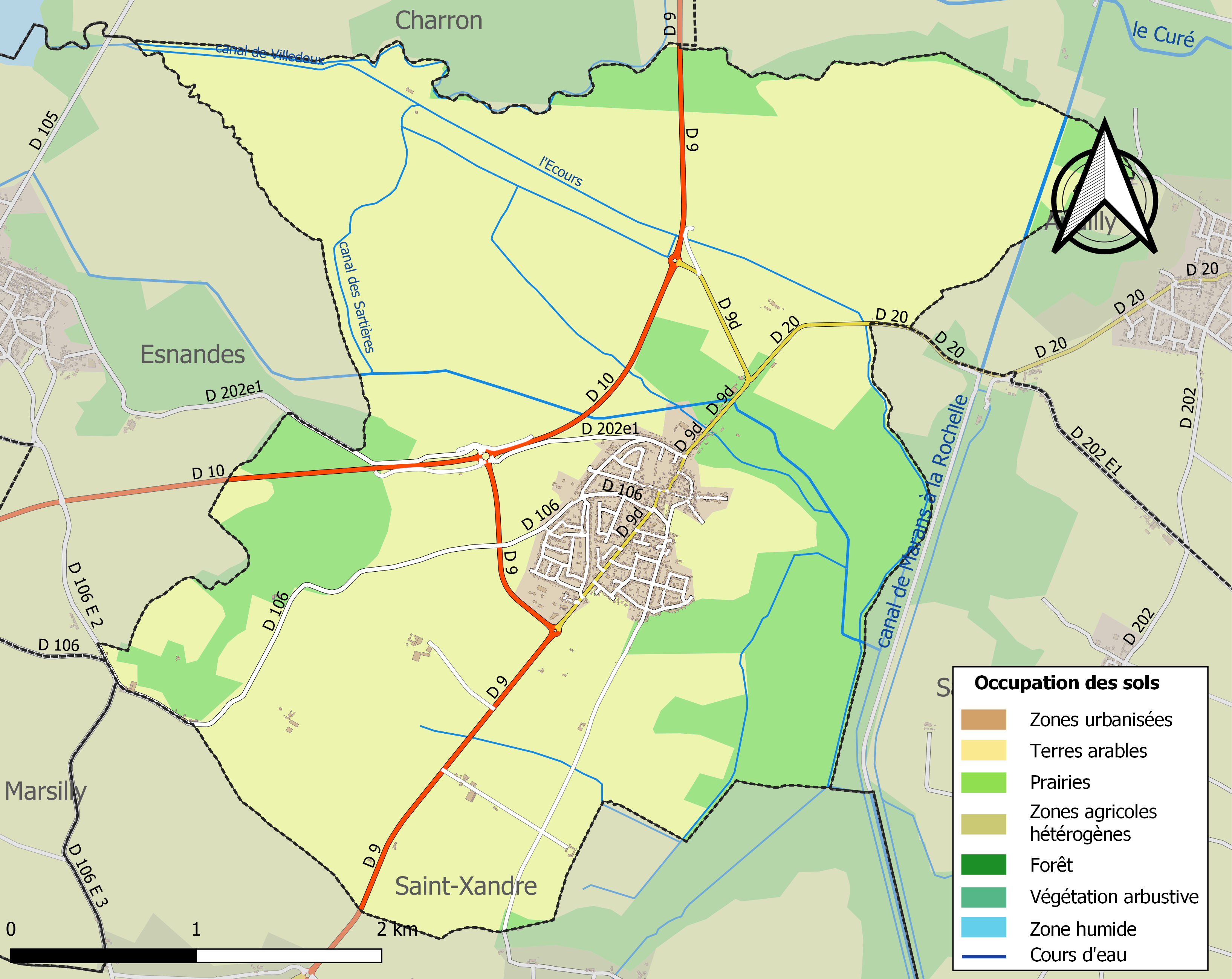
Carte des infrastructures et de l'occupation des sols de la commune en 2018 (CLC).

### Risques majeurs
Le territoire de la commune de Villedoux est vulnérable à différents aléas naturels : météorologiques (tempête, orage, neige, grand froid, canicule ou sécheresse), inondations, mouvements de terrains et séisme (sismicité modérée). Il est également exposé à un risque technologique,  le transport de matières dangereuses. Un site publié par le BRGM permet d'évaluer simplement et rapidement les risques d'un bien localisé soit par son adresse soit par le numéro de sa parcelle.

#### Risques naturels
La commune fait partie du territoire à risques importants d'inondation (TRI) de la baie de l'Aiguillon, regroupant 16 communes concernées par un risque de submersion marine sur le secteur de La Baie d’Aiguillon (6 en Charente-Maritime et 10 en Vendée), un des 21 TRI qui ont été arrêtés fin 2012 sur le bassin Loire-Bretagne et confirmé en 2018 lors du second cycle de la Directive inondation. Les submersions marines les plus marquantes des XXe et XXIe siècles antérieures à 2019 sont celles liées à la tempête du 16 novembre 1940, à la tempête du 15 février 1957, aux tempêtes Lothar et Martin des 26 et 27 décembre 1999 et à la tempête Xynthia des 27 et 28 février 2010. C’est à la suite de cette tempête que l’État a défini des zones de solidarité où les parcelles considérées comme trop dangereuses pour y maintenir des maisons peuvent à terme être expropriées, sur les communes de La Faute-sur-Mer et de L'Aiguillon-sur-Mer (Vendée), et Charron (Charente-Maritime). Les maisons situées dans ces zones, soumises à enquête publique, ont fait l'objet soit d'un rachat à l'amiable par l'État, soit, au terme d'une enquête publique, d'une expropriation. Des cartes des surfaces inondables ont été établies pour trois scénarios : fréquent (crue de temps de retour de 10 ans à 30 ans), moyen (temps de retour de 100 ans à 300 ans) et extrême (temps de retour de l'ordre de 1 000 ans, qui met en défaut tout système de protection),. La commune a été reconnue en état de catastrophe naturelle au titre des dommages causés par les inondations et coulées de boue survenues en 1982, 1999, 2010 et 2021,.

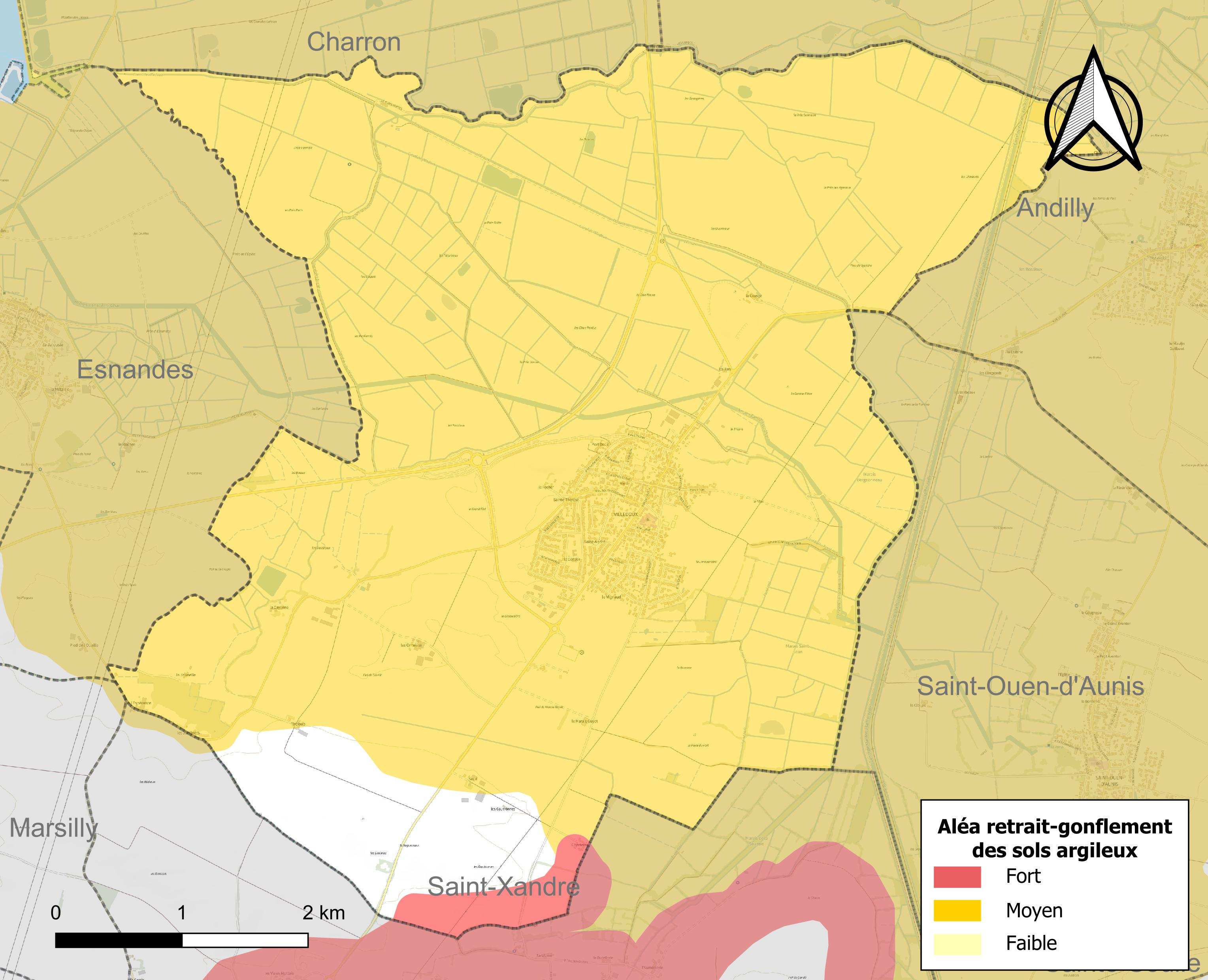
Carte des zones d'aléa retrait-gonflement des sols argileux de Villedoux.

Les mouvements de terrains susceptibles de se produire sur la commune sont des tassements différentiels.
Le retrait-gonflement des sols argileux est susceptible d'engendrer des dommages importants aux bâtiments en cas d’alternance de périodes de sécheresse et de pluie. 93,4 % de la superficie communale est en aléa moyen ou fort (54,2 % au niveau départemental et 48,5 % au niveau national). Sur les 855 bâtiments dénombrés sur la commune en 2019,  851 sont en aléa moyen ou fort, soit 100 %, à comparer aux 57 % au niveau départemental et 54 % au niveau national. Une cartographie de l'exposition du territoire national au retrait gonflement des sols argileux est disponible sur le site du BRGM,.
Par ailleurs, afin de mieux appréhender le risque d’affaissement de terrain, l'inventaire national des cavités souterraines permet de localiser celles situées sur la commune.
Concernant les mouvements de terrains, la commune a été reconnue en état de catastrophe naturelle au titre des dommages causés par la sécheresse en 2003 et par des mouvements de terrain en 1999 et 2010.

#### Risques technologiques
Le risque de transport de matières dangereuses sur la commune est lié à sa traversée par une ou des infrastructures routières ou ferroviaires importantes ou la présence d'une canalisation de transport d'hydrocarbures. Un accident se produisant sur de telles infrastructures est susceptible d’avoir des effets graves sur les biens, les personnes ou l'environnement, selon la nature du matériau transporté. Des dispositions d’urbanisme peuvent être préconisées en conséquence.

## Toponymie
Il est probable que Villedoux doive son nom à l'occupation du site à l'époque gallo-romaine puisque son étymologie latine de son nom, villa dulci, signifie « lieu où il fait bon vivre ».

## Administration

### Liste des maires
| Période                                  | Période                   | Identité                   | Étiquette         | Qualité                                                       |
| ---------------------------------------- | ------------------------- | -------------------------- | ----------------- | ------------------------------------------------------------- |
| 1892                                     | 1907                      | Fulgence Cornet            |                   |                                                               |
| Les données manquantes sont à compléter. |                           |                            |                   |                                                               |
| mars 1977                                | juin 1995                 | Albert Girard              |                   | exploitant agricole                                           |
| juin 1995                                | mars 2001                 | Maurice Pateau (1948-2019) |                   | Dirigeant d'entreprise de chaudronnerie                       |
| mars 2001                                | mars 2014                 | Roland Pineau              | PRG               |                                                               |
| mars 2014                                | En cours (au 18 mai 2020) | François Vendittozzi       | DVG puis Horizons | Avocat d'affaires 2e vice-président de la CC Aunis Atlantique |
| Les données manquantes sont à compléter. |                           |                            |                   |                                                               |

### Politique environnementale
Dans son palmarès 2024, le Conseil national de villes et villages fleuris de France a attribué une fleur à la commune.

## Démographie

### Évolution démographique
L'évolution du nombre d'habitants est connue à travers les recensements de la population effectués dans la commune depuis 1793. Pour les communes de moins de 10 000 habitants, une enquête de recensement portant sur toute la population est réalisée tous les cinq ans, les populations de référence des années intermédiaires étant quant à elles estimées par interpolation ou extrapolation. Pour la commune, le premier recensement exhaustif entrant dans le cadre du nouveau dispositif a été réalisé en 2008.

En 2022, la commune comptait 2 241 habitants, en évolution de +0,04 % par rapport à 2016 (Charente-Maritime : +4,04 %, France hors Mayotte : +2,11 %).
| 1793 | 1800 | 1806 | 1821 | 1831 | 1836 | 1841 | 1846 | 1851 |
| ---- | ---- | ---- | ---- | ---- | ---- | ---- | ---- | ---- |
| 321  | 261  | 291  | 299  | 392  | 404  | 400  | 413  | 369  |

| 1856 | 1861 | 1866 | 1872 | 1876 | 1881 | 1886 | 1891 | 1896 |
| ---- | ---- | ---- | ---- | ---- | ---- | ---- | ---- | ---- |
| 400  | 404  | 384  | 324  | 326  | 356  | 366  | 373  | 356  |

| 1901 | 1906 | 1911 | 1921 | 1926 | 1931 | 1936 | 1946 | 1954 |
| ---- | ---- | ---- | ---- | ---- | ---- | ---- | ---- | ---- |
| 348  | 352  | 368  | 305  | 287  | 274  | 273  | 300  | 363  |

| 1962 | 1968 | 1975 | 1982 | 1990 | 1999 | 2006  | 2008  | 2013  |
| ---- | ---- | ---- | ---- | ---- | ---- | ----- | ----- | ----- |
| 378  | 384  | 767  | 715  | 958  | 934  | 1 092 | 1 137 | 2 125 |

| 2018  | 2022  | - | - | - | - | - | - | - |
| ----- | ----- | - | - | - | - | - | - | - |
| 2 235 | 2 241 | - | - | - | - | - | - | - |

## Lieux et monuments

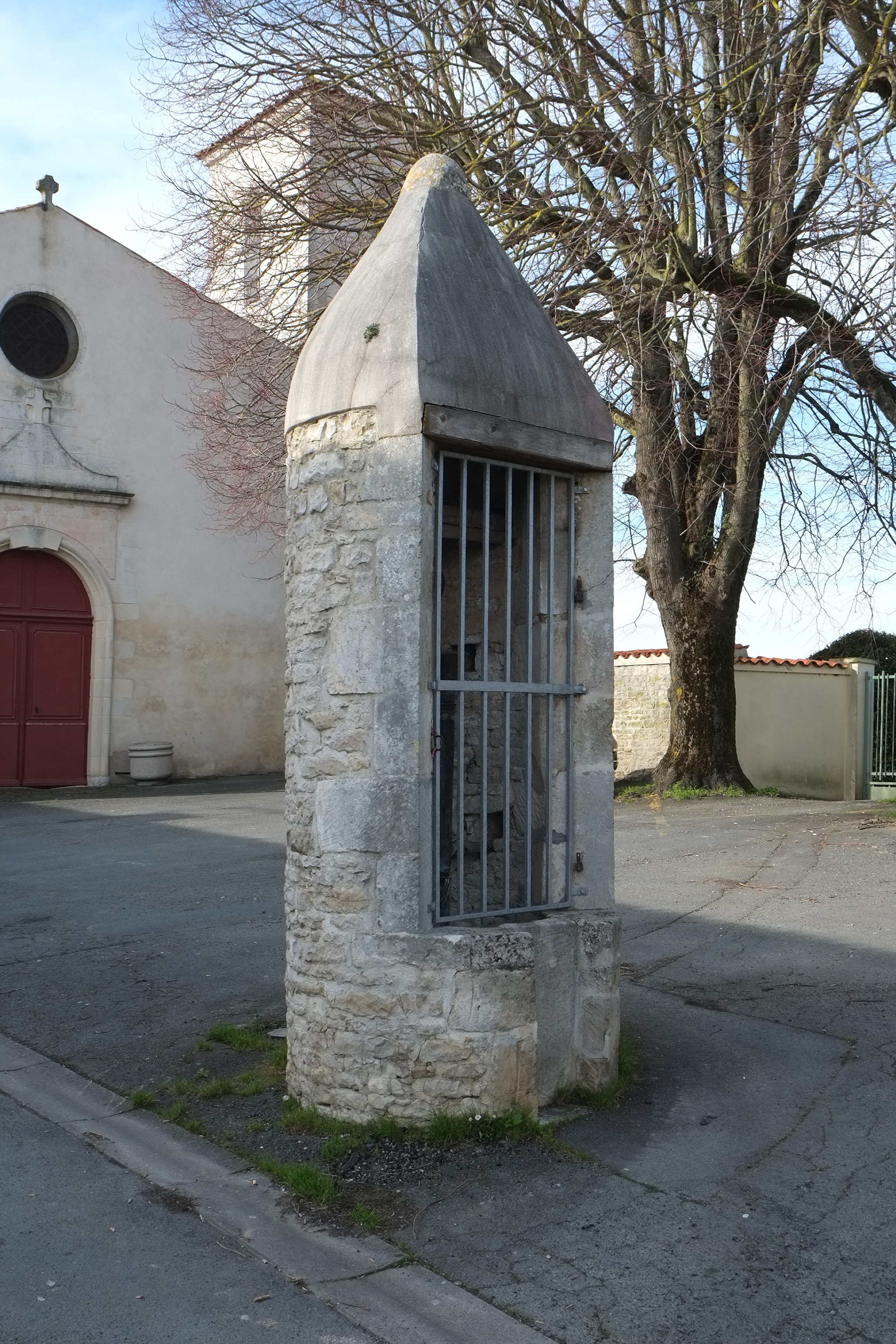
Vieux puits de l'église.

- Église Saint-Martin. L'édifice originel date probablement du XIIe siècle. En 1219, l'église est cédée au prieuré Saint-Jean Dehors par l'évêque de Saintes. Très détériorée par les guerres de Religion, elle est remise en état au cours du XVIIe siècle. À la fin du XVIIIe siècle, jugée trop petite et menaçant de tomber en ruine, elle est reconstruite.
- Vieux puits de l'église dit « puits-obus ».